# Charopidae
Charopidae is een familie van weekdieren uit de klasse van de Gastropoda (slakken).

## Geslachten
| - Aeschrodomus Pilsbry, 1892 - Allocharopa Iredale, 1937 - Allodiscus Pilsbry, 1892 - Alsolemia Climo, 1981 - Amphidoxa Albers, 1850 - Annoselix Iredale, 1939 - Biomphalopa Stanisic, 1990 - Bischoffena Iredale, 1937 - Canallodiscus B. A. Marshall & Barker, 2008 - Cavellia Iredale, 1915 - Cavellioropa Dell, 1952 - Charopa Martens, 1860 - Charopella Iredale, 1944 - Charopinesta Iredale, 1944 - Chaureopa Climo, 1985 - Climocella Goulstone, 1996 - Coenocharopa Stanisic, 1990 - Costallodiscus B. A. Marshall & Barker, 2008 - Cralopa Iredale, 1941 - Cryptocharopa Preston, 1913 - Damonita Climo, 1981 - Danielleilona Stanisic, 1993 - Dentherona Kershaw, 1956 - Dipnelix Iredale, 1937 - Discocharopa Iredale, 1913 - Dupucharopa Iredale, 1937 | - Egestula Iredale, 1915 - Egilomen Iredale, 1937 - Elsothera Iredale, 1933 - Epinicium Iredale, 1939 - Fectola Iredale, 1915 - Flammocharopa Climo, 1970 - Flammoconcha Dell, 1952 - Flammulina Martens, 1873 - Flammulops Iredale, 1937 - Frustropa Iredale, 1945 - Geminoropa Kershaw, 1955 - Gerontia Hutton, 1882 - Goweroconcha Iredale, 1944 - Granallodiscus B. A. Marshall & Barker, 2008 - Gyrocochlea Hedley, 1924 - Gyropena Iredale, 1944 - Hedleyoconcha Pilsbry, 1893 - Hirsutodiscus Climo, 1971 - Huonodon Iredale, 1945 - Kermodon Iredale, 1945 - Lenwebbia Stanisic, 1990 - Letomola Iredale, 1941 - Loisthodon Climo, 1989 - Luinodiscus Iredale, 1937 - Mitodon Climo, 1989 - Mocella Iredale, 1915 | - Montaropa Climo, 1984 - Mulathena B. J. Smith & Kershaw, 1985 - Mussonula Iredale, 1937 - Mystivagor Iredale, 1944 - Nautiliropa Stanisic, 1990 - Neoparyphantopsis Miquel & Araya, 2015 - Ngairea Stanisic, 1990 - Norfolcioconcha Preston, 1913 - Notodiscus Thiele, 1931 - Omphaloropa Stanisic, 1990 - Oreokera Iredale, 1941 - Oreomava Kershaw, 1956 - Otoconcha Hutton, 1883 - Paracharopa Climo, 1983 - Patagocharopa Miquel & P. E. Rodriguez, 2016 † - Penescosta Iredale, 1944 - Pernagera Iredale, 1939 - Pernastela Iredale, 1944 - Pfeifferia Gray, 1853 - Phacussa Hutton, 1883 - Phenacharopa Pilsbry, 1893 - Phenacohelix Suter, 1892 - Philalanka Godwin-Austen, 1898 - Pillomena Iredale, 1937 - Pilsbrycharopa Solem, 1958 - Pitys Mörch, 1852 | - Planilaoma Iredale, 1937 - Protoflammulina Climo, 1971 - Pseudallodiscus Climo, 1971 - Pseudegestula Dell, 1954 - Pseudocharopa Peile, 1929 - Ptychodon Ancey, 1888 - Pulcharopa Iredale, 1944 - Pulchridomus Climo, 1980 - Ranfurlya Suter, 1903 - Rhophodon Hedley, 1924 - Roblinella Iredale, 1937 - Rotacharopa Stanisic, 1990 - Rotadiscus Pilsbry, 1926 - Serpho Hutton, 1904 - Setomedea Iredale, 1941 - Sinployea Solem, 1983 - Stenacapha B. J. Smith & Kershaw, 1985 - Suteria Pilsbry, 1892 - Thalassohelix Pilsbry, 1892 - Therasia Hutton, 1883 - Therasiella Powell, 1948 - Thermia Hutton, 1904 - Thryasona B. J. Smith & Kershaw, 1985 - Thysanota Albers, 1860 - Zelandiscus Climo, 1989 |